# Minka Govekar
Minka Govekar (née le 28 octobre 1874 à Trebnje et morte le 10 avril 1950) est une enseignante et féministe slovène.

## Biographie
Minka govekar naît à Trebnje le 28 octobre 1874. Elle étudie à Ljubljana de 1889 à 1893, obtient son diplôme d'enseignante en 1895 et se marie en 1897.
En 1926, elle dirige la rédaction d'un recueil d'articles sur des femmes de l'histoire de la Slovénie, intitulé Slovenska žena (« Femme slovène »). Elle écrit elle-même un article dans l'anthologie, qui se concentre sur des autrices slovènes : Fanny Hausmann, Jospina Turnograjska, Luiza Pesjak, Pavlina Pajk (en), Marica Nadlišek Bartol (en), Marica Strnad Cizerlj et Zofka Kveder.